# Gianmarco Ferrari
Gianmarco Ferrari (* 4. Oktober 2000 in Prato) ist ein italienischer Tennisspieler.

## Karriere
Ferrari spielte bis 2018 auf der ITF Junior Tour und erreichte dort Rang 205. Bei Grand-Slam-Turnieren der Junioren war er nicht vertreten.
Bei den Profis spielte Ferrari ab 2019 Turniere, aber erst 2021 kam er in die Nähe der Top 1000 der Weltrangliste – er zog im Einzel in sein erstes Endspiel auf der drittklassigen ITF Future Tour ein.  Bei seinem ersten Einsatz auf der ATP Challenger Tour gewann Ferrari 2022 in Forlì gegen Damir Džumhur, die Nummer 141 der Welt. Mit Juan Manuel Cerúndolo schlug er in Cordenons sogar den 101. der Welt. Weit vorstoßen konnte er bei Challengers allerdings noch nicht. Dafür gewann Ferrari auf der Future Tour zwei Einzel- und Doppeltitel, sodass er bis Jahresende in beiden Ranglisten in den Top 500 abschloss.
2023 schaffte Ferrari es in Modena und Augsburg das erste Mal in ein Challenger-Viertelfinale und kurz darauf auch auf Rang 387, sein Karrierehoch. Der erste Auftritt auf der ATP Tour erfolgte beim Masters in Rom, wo Ferrari  mit seinem Haupt-Doppelpartner Federico Arnaboldi eine Wildcard erhielt. Gegen die an Position 7 gesetzten Matthew Ebden und Rohan Bopanna verloren sie in zwei Sätzen. Er gewann 2023 seinen dritten Future-Doppeltitel und stand zudem in Vilnius im Challenger-Halbfinale, was ihn auf Rang 296 der Rangliste führte.